# Európai kibocsátási normák

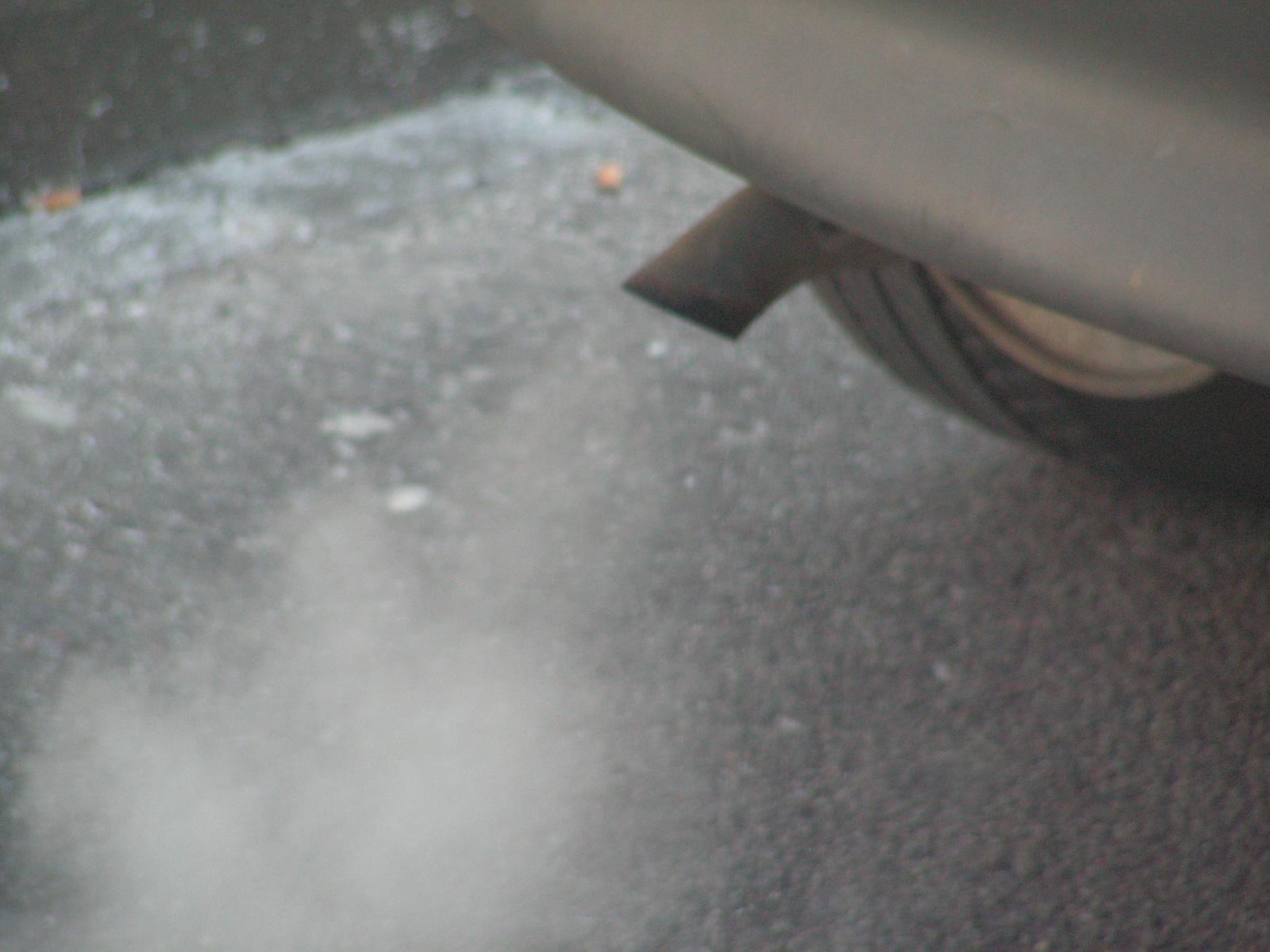
A kipufogógázok rendkívül károsak, de egy évtizede még mérgezőbbek voltak

Az európai kibocsátási normák határozzák meg az Európai Unió államaiban eladott új gépjárművek károsanyag-kibocsátásának elfogadható szintjét. A kibocsátási szabványokat egy sor uniós irányelv határozza meg, az idő előrehaladtával egyre szigorúbb határértékeket megállapítva.
Jelenleg a szén-monoxid (CO), szénhidrogének (THC, NMHC), nitrogén-oxidok (NOx), részecske (PM) és részecske szám (PN) határértékeit szabályozzák a legtöbb gépjármű esetében, beleértve a személy- és tehergépkocsikat, traktorokat, vonatokat és folyami hajókat; a tengerjáró hajók és repülőgépek azonban nem esnek a szabályozás hatálya alá.

## Személygépkocsik kibocsátási normái

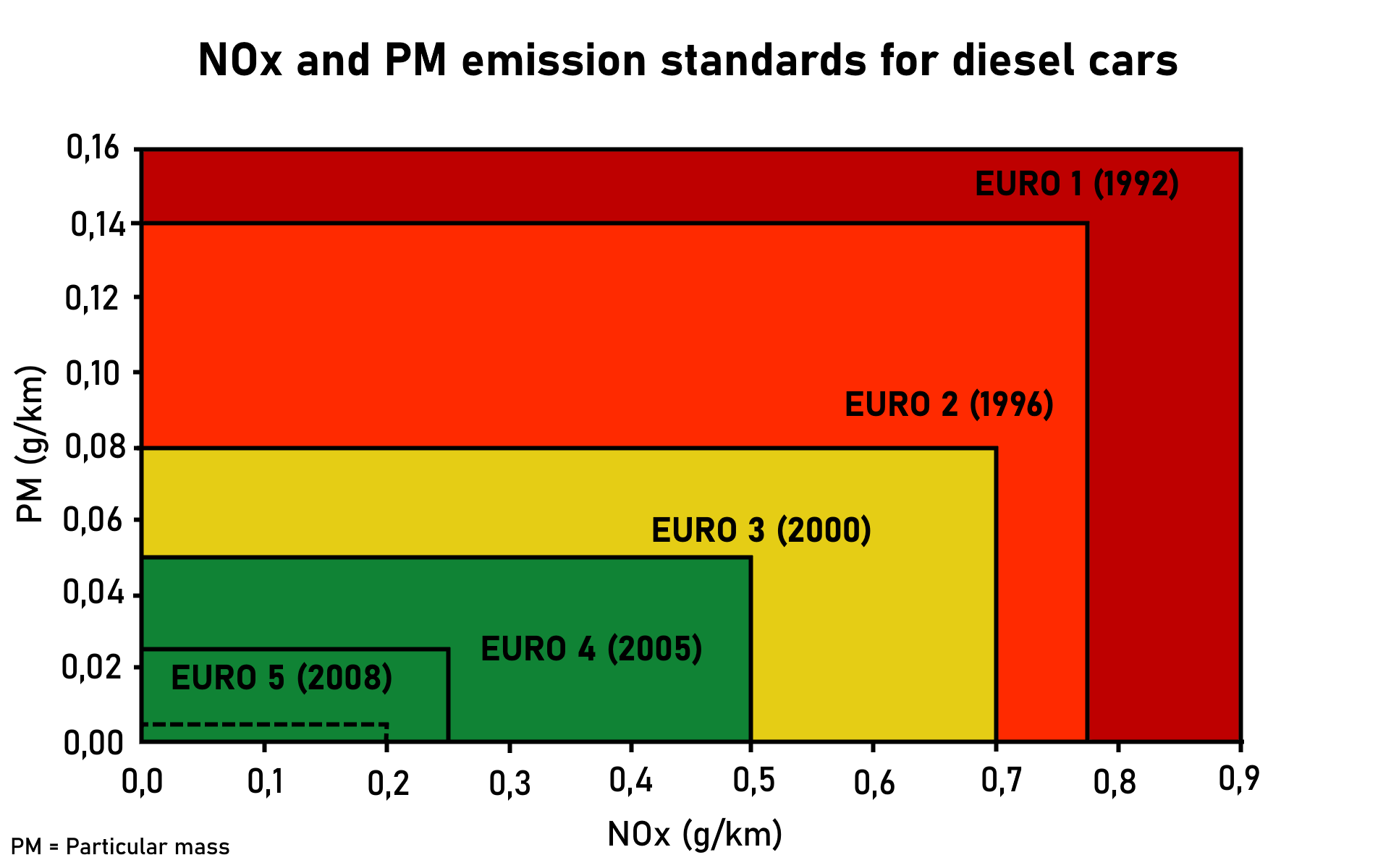
Egyszerűsített diagram a dízelüzemű személygépkocsik kibocsátási normáinak szigorodásáról

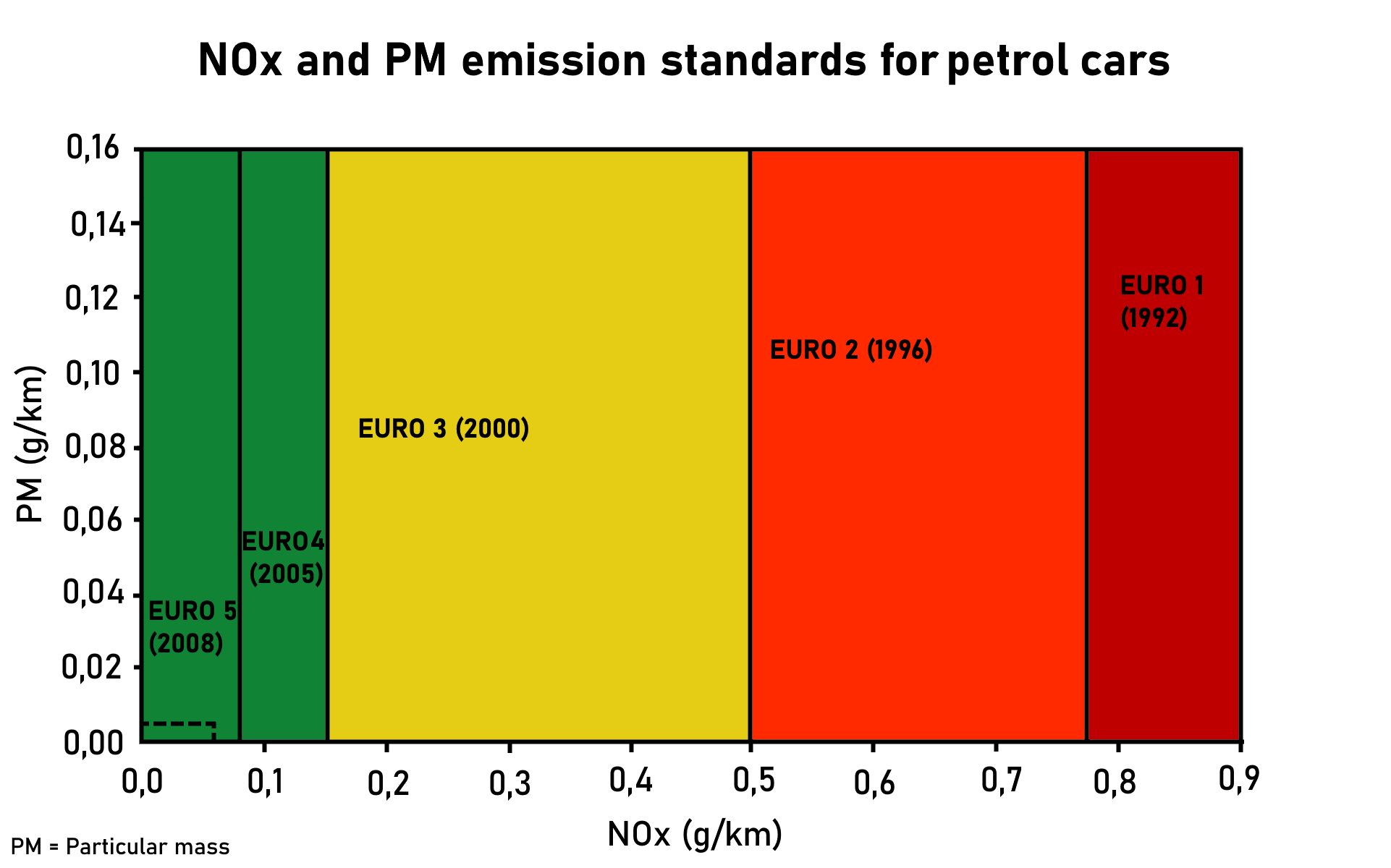
Egyszerűsített diagram a benzinüzemű személygépkocsik kibocsátási normáinak szigorodásáról (az Euro 5 előtt nem volt PM határérték)

A személygépkocsik kibocsátási normáit az alábbi táblázat foglalja össze. Az Euro 2 szint óta az uniós szabályozás különböző határértékeket állapít meg a dízel- és a benzinüzemű gépkocsikra: a dízelekre szigorúbb CO-határérték vonatkozik, viszont magasabb lehet a NOx-kibocsátásuk. A benzinüzemű autókra az Euro 4 szintig nincsen részecske (PM) határérték megállapítva, de az Euro 5 és Euro 6 szabványok már tartalmaznak határértéket a közvetlen befecskendezésű motorral felszerelt benzinüzemű gépkocsikra is.
Műszaki szempontból az európai kibocsátási előírások a mai napig nem tükrözik a jármű mindennapi használata során kibocsátott értékeket, mivel az autógyártók számtalan kiskaput kihasználnak. Azonban az Euro 6d-Temp bevezetésétől a manipulálási lehetőségek nagy része elveszik, hiszen valós forgalmi helyzetekben (RDE) is teljesíteni kell a megadott értékeket, nem elegendő csupán a laboratóriumokban. A előírások változásával azonban egyben új lehetőségek is nyíltak, aminek hatására "szabályosan" számottevően több szennyezőanyagot lehet kibocsátani a táblázatban megjelölt értékeknél. Az úgynevezett „Thermofenster” üzemállapot megengedi a kipufogógáz kezelő rendszerek (SCR, EGR) kiiktatását, amit egyes gyártók már a 18 és 25 ºC közötti külső hőmérséklet tartományon kívül alkalmaznak.
A táblázatban megjelölt dátumok az új típusok engedélyezésére vonatkoznak. Az uniós irányelvek egy másik (egy évvel későbbi) dátumot is megjelölnek, amely a korábban engedélyezett típusú gépkocsik forgalomba helyezésére vonatkozik.
Személygépkocsikra (M1 kategória) vonatkozó európai kibocsátási normák, g/km
| Szint           | Dátum            | CO          | THC | NMHC  | NOx  | HC+NOx      | PM          | PN[#/km] |
| --------------- | ---------------- | ----------- | --- | ----- | ---- | ----------- | ----------- | -------- |
| dízel           |                  |             |     |       |      |             |             |          |
| Euro 1          | 1992. július     | 2,72 (3,16) | -   | -     | -    | 0,97 (1,13) | 0,14 (0,18) | -        |
| Euro 2          | 1996. január     | 1,0         | -   | -     | -    | 0,7         | 0,08        | -        |
| Euro 3          | 2000. január     | 0,66        | -   | -     | 0,5  | 0,56        | 0,05        | -        |
| Euro 4          | 2005. január     | 0,5         | -   | -     | 0,25 | 0,3         | 0,025       | -        |
| Euro 5a         | 2009. szeptember | 0,5         | -   | -     | 0,18 | 0,23        | 0,005       | -        |
| Euro 5b         | 2011. szeptember | 0,5         | -   | -     | 0,18 | 0,23        | 0,0045      | 6×1011   |
| Euro 6b         | 2014. szeptember | 0,5         | -   | -     | 0,08 | 0,17        | 0,0045      | 6×1011   |
| Euro 6c         | -                | 0,5         | -   | -     | 0,08 | 0,17        | 0,0045      | 6×1011   |
| Euro 6d-Temp    | 2017. szeptember | 0,5         | -   | -     | 0,08 | 0,17        | 0,0045      | 6×1011   |
| Euro 6d         | 2020. január     | 0,5         | -   | -     | 0,08 | 0,17        | 0,0045      | 6×1011   |
| Euro 6d-ISC-FCM | 2021. január     | 0,5         | -   | -     | 0,08 | 0,17        | 0,0045      | 6×1011   |
| benzin          |                  |             |     |       |      |             |             |          |
| Euro 1          | 1992. július     | 2,72 (3,16) | -   | -     | -    | 0,97 (1,13) | -           | -        |
| Euro 2          | 1996. január     | 2,2         | -   | -     | -    | 0,5         | -           | -        |
| Euro 3          | 2000. január     | 2,3         | 0,2 | -     | 0,15 | -           | -           | -        |
| Euro 4          | 2005. január     | 1,0         | 0,1 | -     | 0,08 | -           | -           | -        |
| Euro 5a         | 2009. szeptember | 1,0         | 0,1 | 0,068 | 0,06 | -           | 0,005       | -        |
| Euro 5b         | 2011. szeptember | 1,0         | 0,1 | 0,068 | 0,06 | -           | 0,0045      | -        |
| Euro 6b         | 2014. szeptember | 1,0         | 0,1 | 0,068 | 0,06 | -           | 0,0045      | 6×1011   |
| Euro 6c         | -                | 1,0         | 0,1 | 0,068 | 0,06 | -           | 0,0045      | 6×1011   |
| Euro 6d-Temp    | 2017. szeptember | 1,0         | 0,1 | 0,068 | 0,06 | -           | 0,0045      | 6×1011   |
| Euro 6d         | 2020. január     | 1,0         | 0,1 | 0,068 | 0,06 | -           | 0,0045      | 6×1011   |
| Euro 6d-ISC-FCM | 2021. január     | 1,0         | 0,1 | 0,068 | 0,06 | -           | 0,0045      | 6×1011   |

## Fordítás
- Ez a szócikk részben vagy egészben a European emission standards című angol Wikipédia-szócikk ezen változatának fordításán alapul.  Az eredeti cikk szerkesztőit annak laptörténete sorolja fel. Ez a jelzés csupán a megfogalmazás eredetét és a szerzői jogokat jelzi, nem szolgál a cikkben szereplő információk forrásmegjelöléseként.